# Paolo Portoghesi

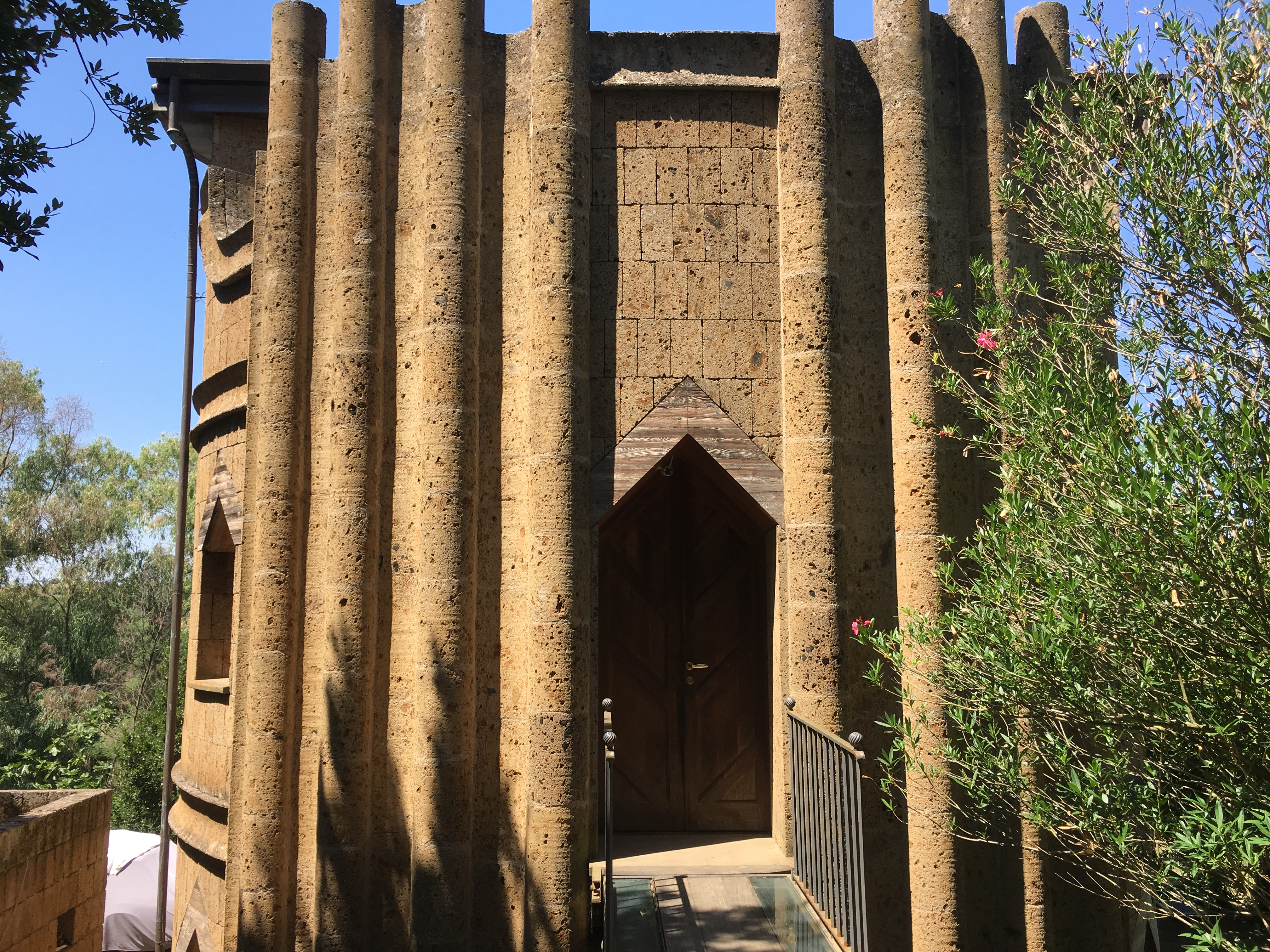
Studio dell'architetto Paolo Portoghesi a Calcata

Paolo Portoghesi (Roma, 2 novembre 1931 – Calcata, 30 maggio 2023) è stato un architetto e teorico dell'architettura italiano, esponente della corrente del Postmodernismo.

## Biografia
Figlio di un ingegnere, crebbe nel rione Pigna del centro storico della capitale, nel cuore della Roma barocca, sua principale fonte d'ispirazione estetica. Fu molto vicino al leader socialista Bettino Craxi e legato al PSI.
Nel 1950 si iscrisse alla facoltà di Architettura della Sapienza - Università di Roma; ancora studente, pubblicò la prima monografia su Guarino Guarini ed alcuni saggi su Francesco Borromini, che rimase un riferimento costante in tutta la sua opera. Dopo essersi laureato nel 1957, nel 1961 si iscrisse al Partito Socialista Italiano, in cui militó fino allo scioglimento dello stesso, facendo parte, durante la segreteria di Bettino Craxi, anche dell'Assemblea nazionale del PSI. L'anno seguente iniziò ad insegnare Storia della critica alla facoltà di Architettura a Roma, collaborando con Bruno Zevi alla realizzazione della imponente mostra su Michelangelo architetto. Nel 1964 fondò uno studio insieme con l'ingegnere Vittorio Gigliotti, con cui realizzò la maggior parte dei progetti della sua carriera. Nel 1966 fondò la rivista Controspazio, della quale rimase direttore fino al 1983; successivamente diresse il Dizionario Enciclopedico di Architettura e Urbanistica (1968) e le riviste Itaca (1977), Eupalino (1985/90), Materia (dal 1990) e Abitare la Terra (dal 2001).
Prima con Casa Baldi del 1960 (ispirata ai ruderi romani) ed in seguito con Casa Papanice del 1968, sembrò anticipare i temi del movimento postmoderno in Architettura, corrente di cui divenne poi, fra gli anni settanta ed ottanta, capofila in Italia. Preside della facoltà di architettura del Politecnico di Milano nel 1968, in seguito ai moti del Sessantotto venne sospeso dall'insegnamento insieme con altri colleghi.
Nel 1976 pubblicò il saggio Le inibizioni dell'architettura moderna, le cui riflessioni furono alla base di quello che negli anni seguenti divenne l'approccio postmoderno italiano in architettura.
Studioso della cultura islamica e vicino al mondo arabo, negli anni settanta progettò il Palazzo dei reali di Giordania ad Amman, l'aeroporto ed il piano regolatore di Khartum e, successivamente, la Grande Moschea di Roma (in collaborazione con Vittorio Gigliotti e con l'architetto Sami Mousawi) e quella di Strasburgo.
Nel 2022 riceve il Premio Piranesi Prix de Rome alla Carriera.
Si spegne, il 30 maggio 2023, nella sua casa di Calcata.

### LaStrada Novissimae Il movimento postmoderno in Italia

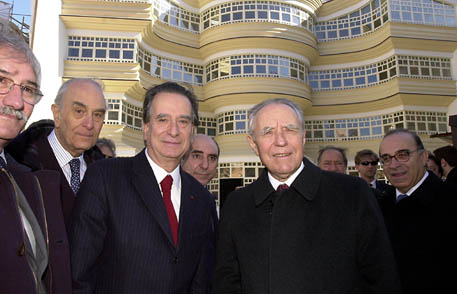
Paolo Portoghesi con il presidente della Repubblica Carlo Azeglio Ciampi in occasione dell'inaugurazione del Teatro Politeama di Catanzaro

Nel 1979 venne eletto direttore della Biennale di Venezia, incarico ricoperto fino al 1982. Nello stesso anno diede incarico ad Aldo Rossi di costruire il Teatro del Mondo su un natante ormeggiato nel bacino di San Marco, che veleggió poi fino a Ragusa.
Nel 1980 la Biennale da lui diretta vide protagonista l'installazione Strada Novissima in cui venti architetti di fama internazionale, tra cui Frank Gehry, Rem Koolhaas, Charles Moore, Hans Hollein e Franco Purini, furono chiamati a disegnare venti facciate contigue, ognuna di 7 metri di larghezza, con un'altezza che poteva variare da un minimo di 7,20 metri ad un massimo di 9,50 metri. L'evento ebbe molto clamore mediatico e diventò il manifesto italiano dell'Architettura postmoderna, di cui Portoghesi restò il principale e più famoso sostenitore in Italia per tutti gli anni ottanta. A tal riguardo scrisse i saggi Dopo l'architettura moderna e Postmodern: l'architettura nella società post-industriale. Portoghesi non rifiutò i canoni del Movimento Moderno nella sua interezza, ma si pose piuttosto all'interno di quel variegato mondo del razionalismo italiano fatto di molte sfaccettature anche contrastanti.
Nel 1981 tornò a insegnare nella facoltà di Architettura di Roma. Fu presidente della Biennale di Venezia dal 1983 al 1992.
Autore di diverse opere di una certa notorietà, fra le quali la rifunzionalizzazione del borgo di Calcata (nella Valle del Treja), operò anche nella ricerca storiografica di settore e fu critico d'arte. Fu uno studioso del Barocco romano e in particolare di Borromini. Per i meriti conseguiti nell'ambito della sua attività professionale e culturale, venne nominato membro dell'Accademia delle arti del disegno di Firenze, dall'Accademia di San Luca (di cui fu presidente nel biennio 2013-2014), dell'Accademia dei Lincei a Roma e dell'American Institute of Architects.
Sempre a Calcata (VT) progettò tra il 1990 e il 2008 il grande parco della sua villa, in cui confluirono tutte le forme tipiche dell'architettura di Portoghesi e che ospitò anche la sede del suo studio e la vasta biblioteca personale, collocata in alcuni edifici ristrutturati.

### La geoarchitettura

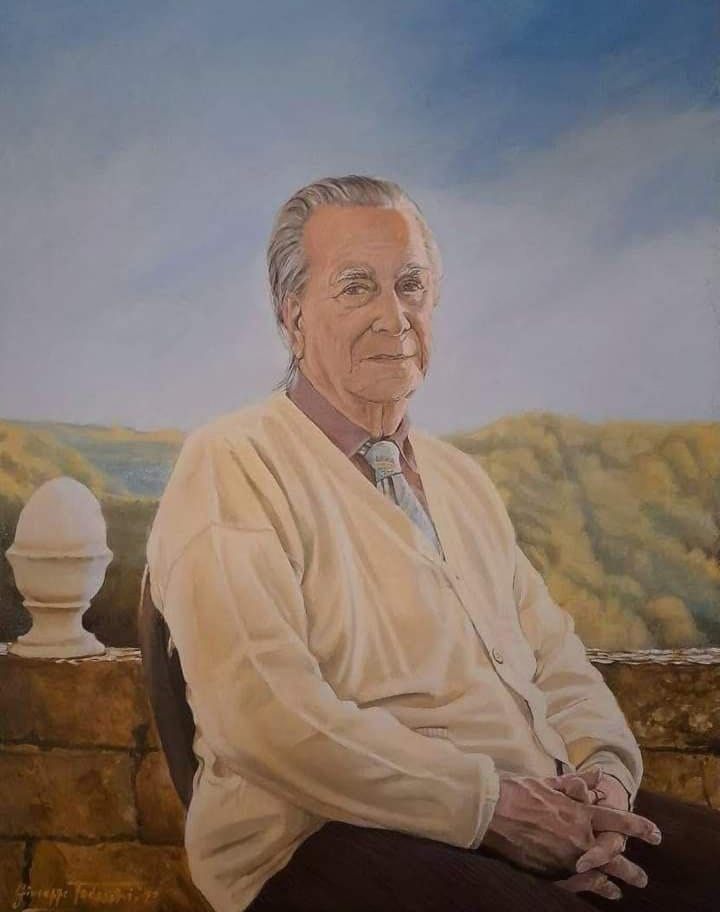
Ritratto di Paolo Portoghesi, Giuseppe Tedeschi, 2022, Casa Museo Calcata

Negli ultimi anni della sua attività, abbandonata ormai la corrente postmoderna, Portoghesi concentrò la sua attenzione su quella che, citando Le Corbusier, chiamò geoarchitettura.
In linea con la teoria della decrescita di Serge Latouche, Portoghesi definì la geoarchitettura come un'architettura "umanistica" che rispetta sette criteri fondamentali: imparare dalla natura, confrontarsi con il luogo, imparare dalla storia, impegnarsi nell'innovazione, attingere alla coralità, tutelare gli equilibri naturali e contribuire alla riduzione dei consumi. Sul tema pubblicò nel 2005 il saggio Geoarchitettura. Verso un'architettura della responsabilità e fondò la rivista Abitare la terra. Nel 2007 presso la facoltà di architettura de "La Sapienza" venne attivato il corso di Geoarchitettura da lui tenuto, in qualità di professore emerito. In occasione del suo 90º compleanno, un gruppo di architetti, suoi collaboratori e amici, organizzò una festa a Calcata. Durante l'evento, fu ufficialmente consegnato un ritratto eseguito dal Maestro Giuseppe Tedeschi, realizzato in risposta al desiderio degli organizzatori dell'evento e di sua moglie Giovanna per il completamento della casa museo.. Nel 2021, in omaggio ai novant'anni di Portoghesi e a quelli di Monica Vitti, l'immagine dell'attrice affacciata a Casa Papanice fu proiettata all'interno e all'esterno di edifici di cultura in 4 continenti.

## Elenco parziale delle opere

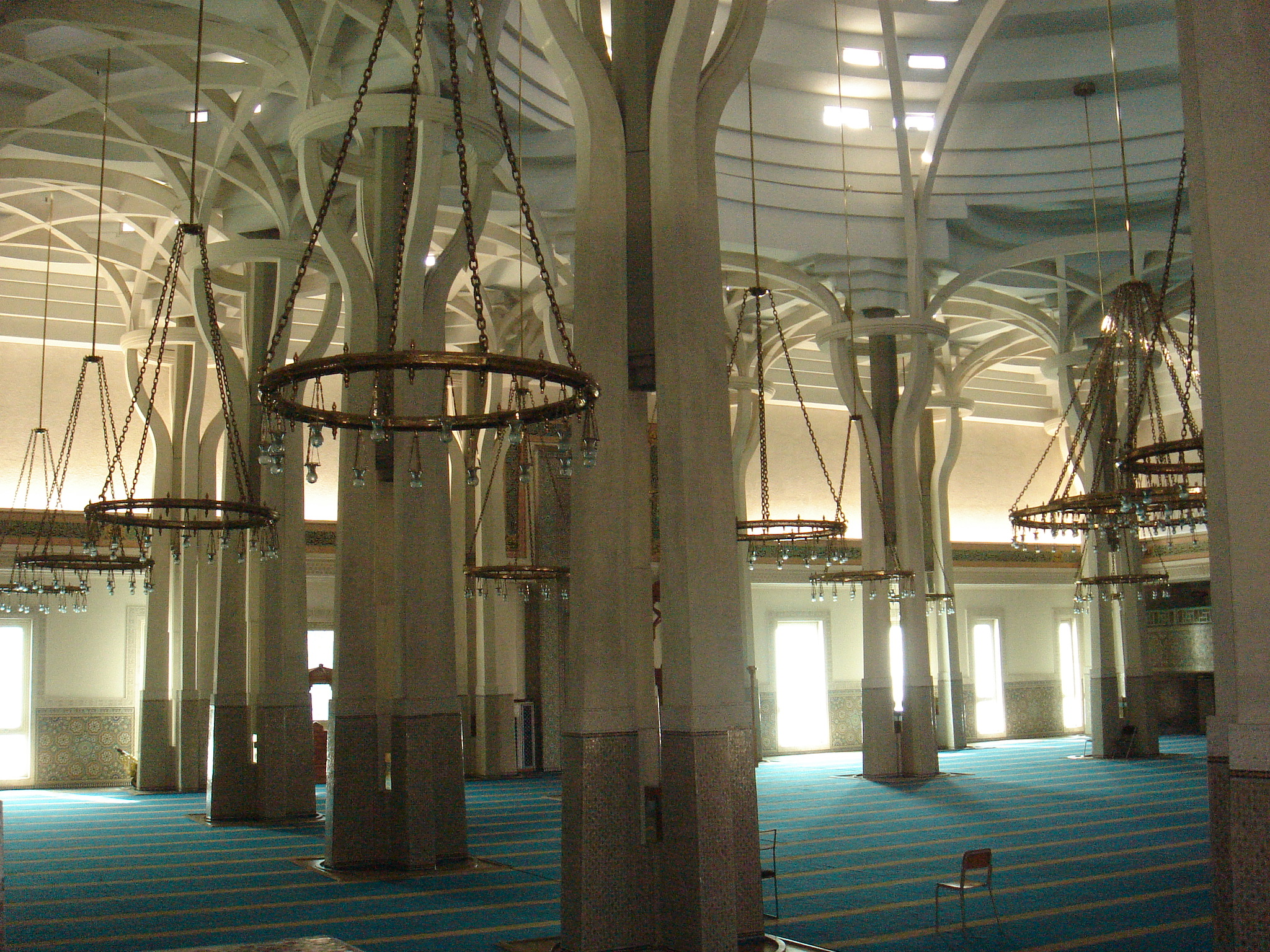
Interno della Moschea di Roma, 1974

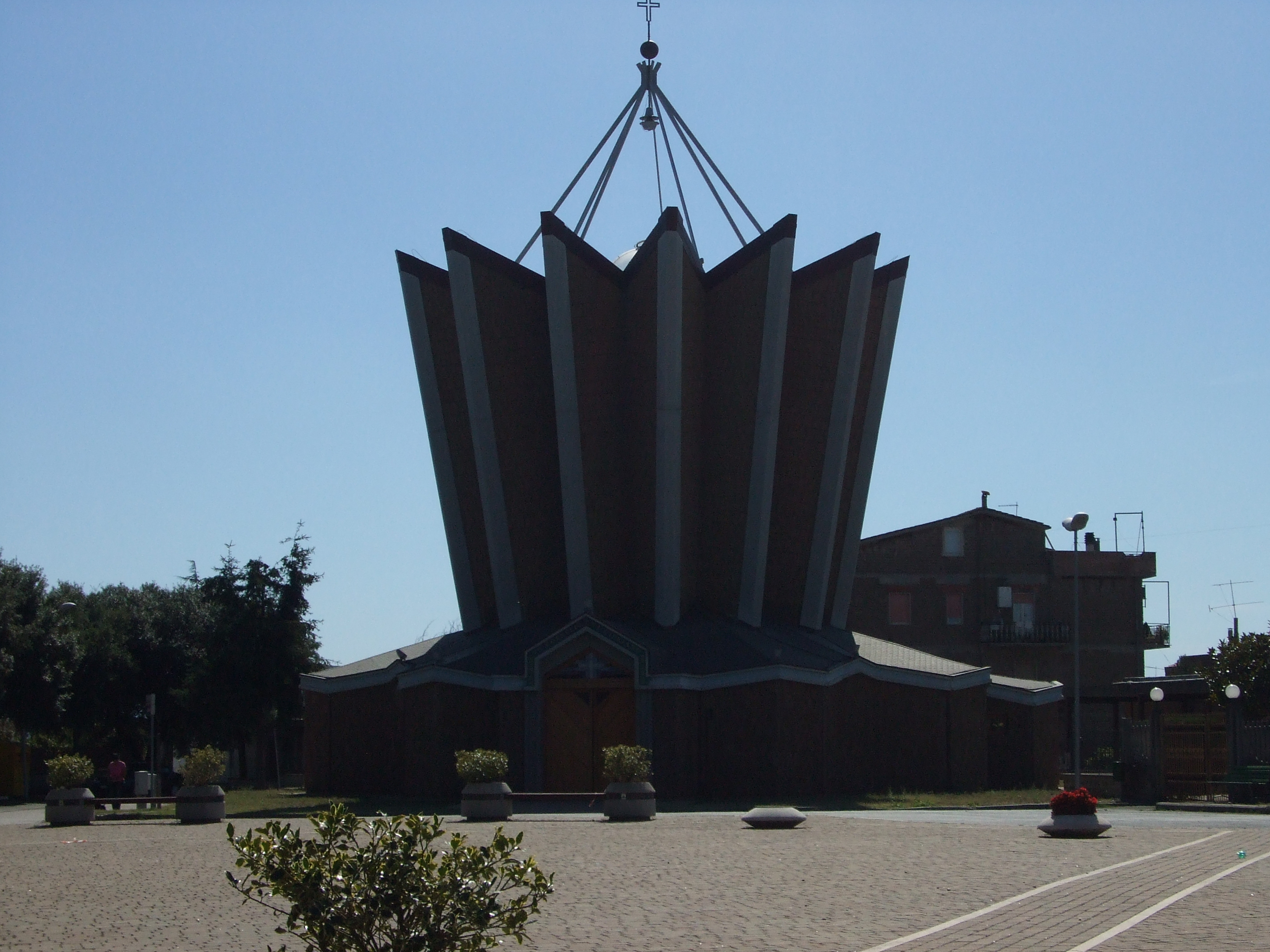
La Chiesa nuova di Calcata

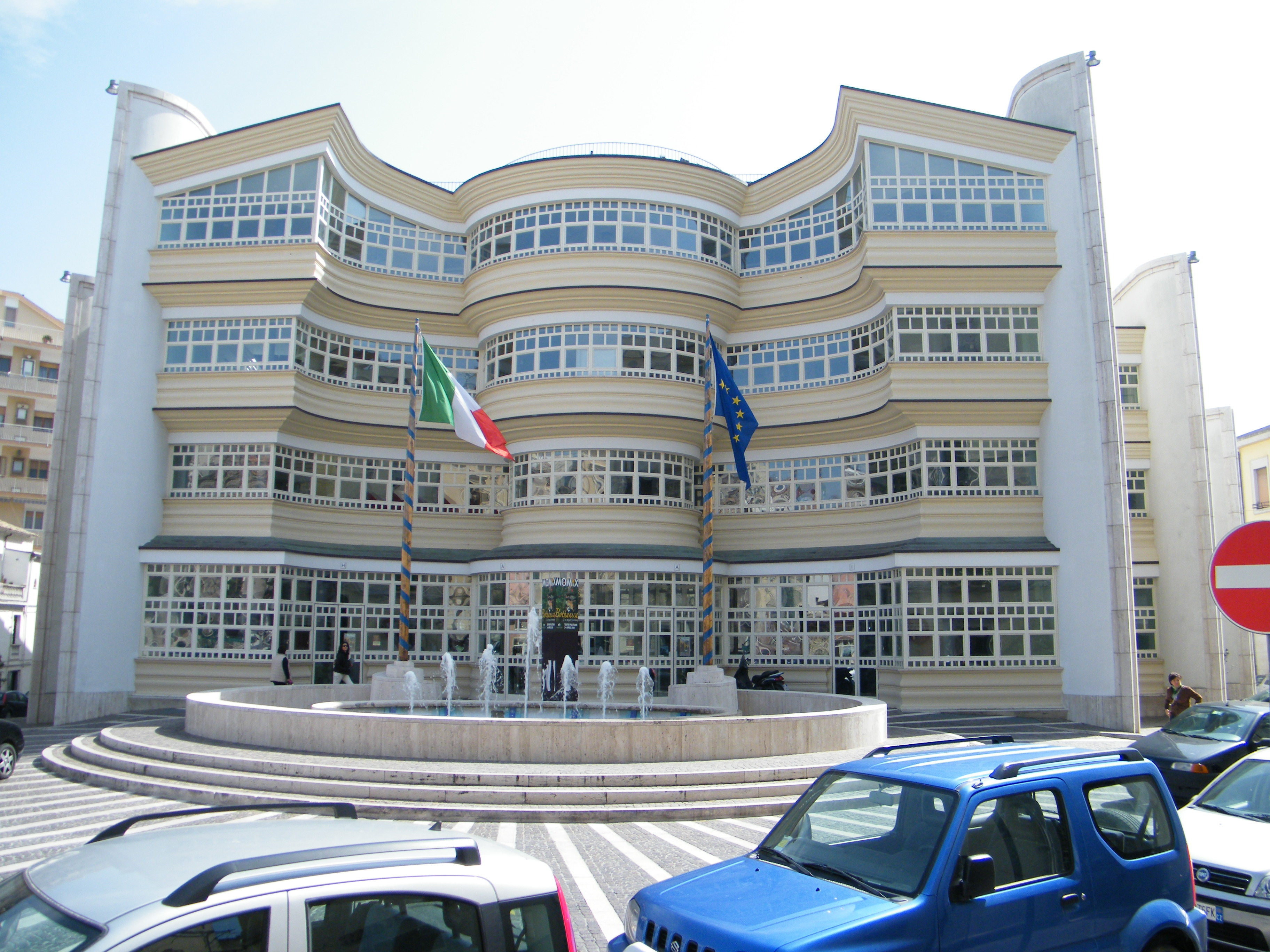
Il Teatro Politeama a Catanzaro, 2002

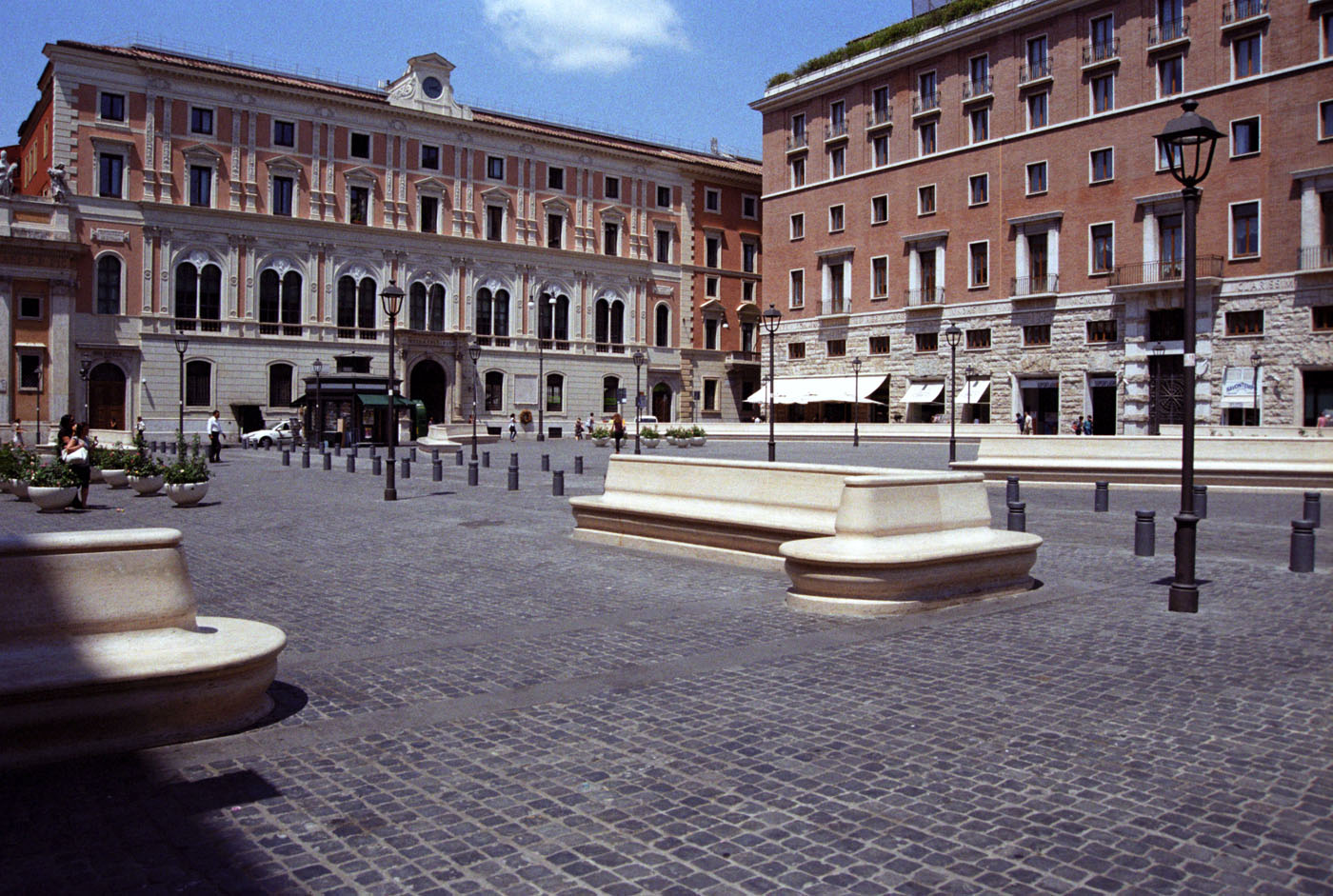
La sistemazione di piazza San Silvestro a Roma, 2012

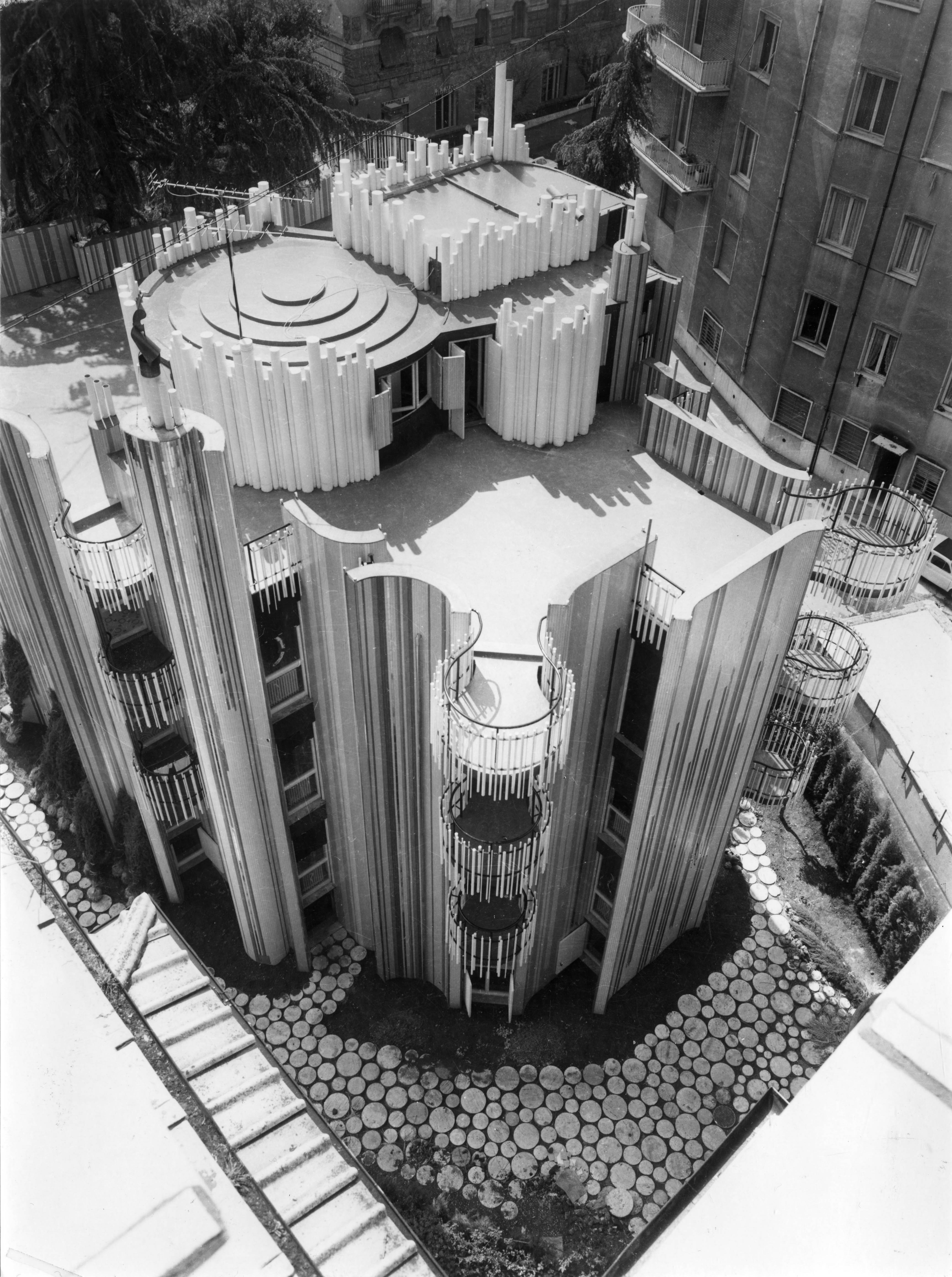
Casa Papanice, una tra le più significative opere di Paolo Portoghesi nell'ambito dell'edilizia residenziale, realizzata tra il 1966 ed il 1968 in collaborazione con l'ingegnere Vittorio Gigliotti.

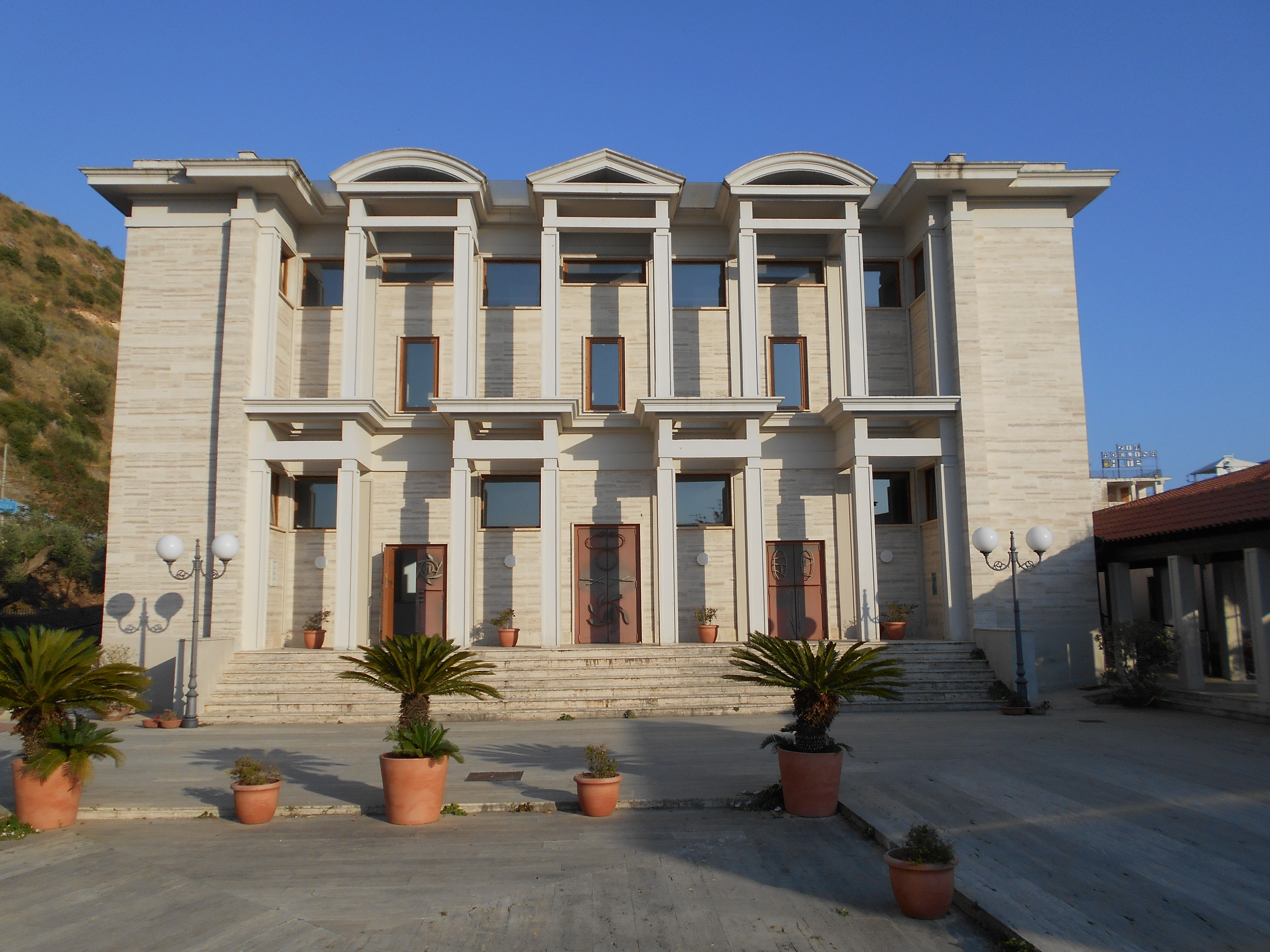
Cine-Teatro-Auditorium Parmenide, Paolo Portoghesi e Vittorio Gigliotti, porte di Angelo Casciello, Ascea Marina, Ascea

- Palazzo uffici INPDAP (già ENPAS), Lucca
- Casa Baldi, Roma (1959)
- Sede dell'Associazione Industriale, Avellino (1962)
- Casa Andreis, Scandriglia (1964)
- Casa Bevilacqua (1964)
- Teatro di Cagliari (1965)
- Casa Papanice, Roma (1966)[13]
- Agenzia di Servizi Culturali della Regione Abruzzo e biblioteca civica, Avezzano (1968)
- Colonia INDAP, Cesenatico (1968?)[14]
- Istituto Tecnico Industriale, L'Aquila (1968-78)
- Chiesa della Sacra Famiglia, Salerno (1969)
- Scuola Elementare Giovanni XXIII, Salerno (1970)
- Centro Servizi Culturali della Regione Abruzzo e biblioteca civica, Vasto (1970)
- Grand Hotel, Khartoum, Sudan (1972)
- L'Ammonite (Ex Casa Corrias) 1972
- Palazzo reale, Amman, Giordania (1973)
- Moschea di Roma (1974)
- Accademia di Belle Arti, L'Aquila (1978-82)
- Condominio dipendenti ENEL, Tarquinia (1981)
- Residenza a Tegel per l'IBA 84, Berlino, Germania (1984-88)
- Galleria Apollodoro, Roma (1985)
- Sala Convegni, Terme Tettuccio, Montecatini Terme (1987)
- Residential Park Borsalino, Alessandria (1987-1991)
- Piazza Elimo, Poggioreale (1988)
- Sede dell'Accademia di belle arti, L'Aquila (1989)
- Giardino e biblioteca per sé stesso, Calcata (1990)
- Piazza Leon Battista Alberti, Rimini (1990)[15]
- Teatro Kursaal Santalucia, Bari (1991)
- Cappella di Don Giuseppe Rizzo, Alcamo (1995)
- Chiesa di Santa Maria della Pace, Terni (1997)
- Il Letto di Ulisse, realizzato da Savio Firmino per la Mostra "Abitare il Tempo" (1997)[16]
- Biblioteca Civica, Abano Terme (1999)
- Studio Architettura Tenuta Monte Menutello, Calcata (1999)
- Grande Moschea, Strasburgo, Francia (2000)
- Teatro Politeama, Catanzaro (2002)
- Giardini di Montpellier (Lattes), Francia
- Parlamento del Centro America, Esquipulas, Guatemala
- Ristorante Primavera, Mosca, Russia
- Complesso residenziale  "Agorà", Lanciano (2005)
- Piazza del Municipio, Pirmasens, Germania
- Quartier generale del Royalties Institute, St. Peter's College, Oxford, Regno Unito
- Complesso residenziale, Pechino, Cina (2003)
- Piazza Ghiaia, Parma (2004-2006)[17]
- Piazza pubblica, Shanghai, Cina (2006)
- Ponte delle Università; restauro dell'ex Ospedale di Santa Maria dei Battuti e di palazzo Bortolan, Treviso (1999-2006)
- Completamento della Moschea di Strasburgo, Francia
- Condominio Rinascimento 1 del quartiere Talenti a Roma (2008)
- Cimitero Nuovo di Cesena (2011)
- Risistemazione di Piazza San Silvestro, Roma (2012)
- Campus CRO Aviano (2016)
- Chiesa di San Benedetto, complesso inter-parrocchiale, Lamezia Terme (2019)

## Elenco parziale degli scritti
- Guarino Guarini (1956)
- Michelangelo architetto (1964) in collaborazione con Bruno Zevi
- Roma Barocca (1966)
- Francesco Borromini (1967)
- Dizionario Enciclopedico di Architettura ed Urbanistica (1969)
- Roma del Rinascimento (1970)
- Le inibizioni dell'architettura moderna (1974)
- Album del Liberty (1975) con Giovanna Massobrio
- Album degli anni Venti (1976)
- Album degli anni Cinquanta (1977)
- Album degli Anni Trenta (1978)
- Dopo l'architettura moderna (1980)
- Leggere l'architettura (1981)
- Postmodern: l'architettura nella società post-industriale (1982)
- Giovan Battista Filippo Basile (1825-1891) (1995) con Salvo Lo Nardo
- Victor Horta (1996) con Franco Borsi
- I grandi architetti del 900 (1998)
- Architettura e natura (1999)
- Geoarchitettura. Verso un'architettura della responsabilità (2005)

## Radio Rai
- Aspetti e problemi dell'urbanistica, a cura di Paolo Portoghesi, con interventi di Luigi Piccinato, Carlo Ludovico Ragghianti, Ludovico Quaroni, Leonardo Benevolo, Leone Cattani, Furio Fasolo e Plinio Marconi, terzo programma, 1955.